# Sundaland

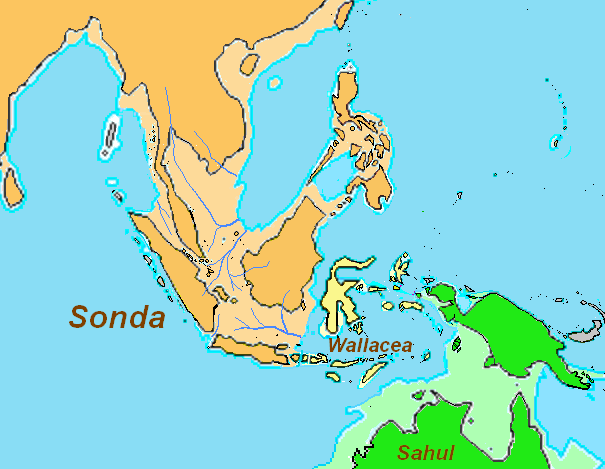
Regione delle isole Sonda attuali in contrapposizione con la regione prestorica del Sundaland.

Il Sundaland, conosciuta anche come Sondaland o Regione della Sonda, è un'area geografica del Sud-Est asiatico costituita principalmente dalle principali isole della Sonda (eccetto Sulawesi), da Bali e dalla Penisola Malese, che durante l'era glaciale formavano una grande penisola.
È un concetto sia geologico-storico che biogeografico. Geologicamente, ha una corrispondenza con la Placca della Sonda, per cui comprende anche l'Indocina meridionale e le Filippine, delimitate a sud-est dalla linea di Wallace, in quanto queste regioni formavano un'area peninsulare continua durante il Pleistocene. Dal punto di vista biogeografico, invece, è considerata un'ecozona.

## Geologia
La maggior parte del Sud-Est asiatico si trova sulla Placca della Sonda, con una naturale continuità geografica tra l'Indocina, le Isole Sonar maggiori e, in misura minore, le Isole Filippine, cosicché la regione è collegata dalla piattaforma di Sonar, che nella sua massima estensione non è più profonda di 50 m. Questa continuità è interrotta a est dalla Fossa di Wallace. Questa continuità è interrotta a est dalla Trincea di Wallace.
Durante il Pleistocene, più di 10 000 anni fa, la maggior parte della regione oggi sommersa era costituita da pianure alluvionali con golene, fiumi, delta e tahuampas (aree fangose con vegetazione) L'analisi dei pollini del sottosuolo ha rivelato un ecosistema molto diverso da quello attuale.
Dopo il grande diluvio, Sondaland si separò in grandi isole e molte specie rimasero isolate. È il caso del pesce barbuto d'acqua dolce (Polydactylus), che oggi si trova nei fiumi di Sumatra e nel fiume Kapuas nel Borneo.

## Preistoria

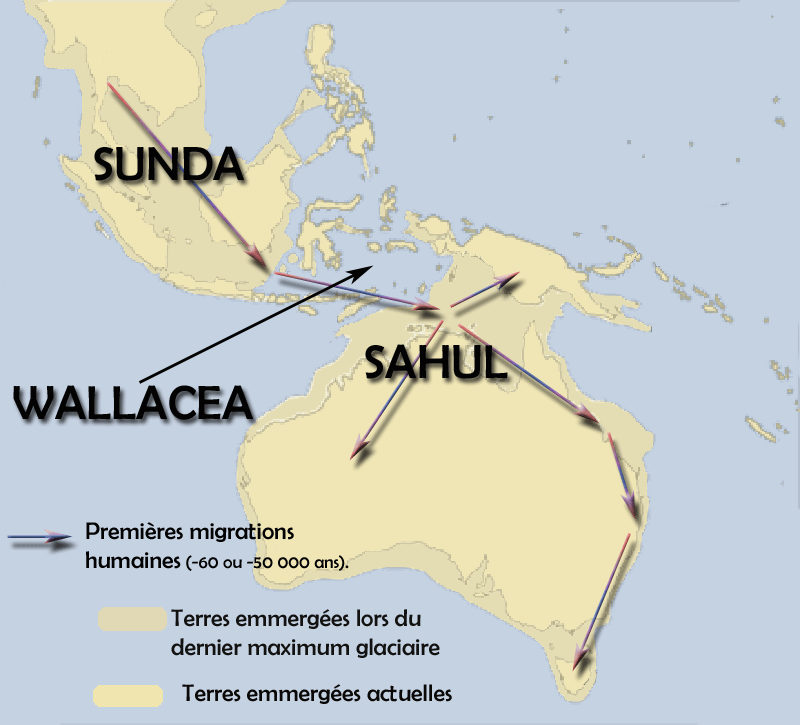
Mappa rappresentante delle prime migrazioni umane attraverso le Isole Sonda verso la regione del Sahul tra 60.000 e 50.000 anni fa.

Il primo essere umano ad abitare la regione è stato l'Uomo di Giava (Homo erectus) in tempi antichi, probabilmente quasi 1,8 milioni di anni fa, che ha abitato il Sud-Est asiatico fino a tempi relativamente recenti, circa 60.000 anni fa, quindi è probabile che ci sia stata una certa interazione tra H. sapiens e H. erectus. Si ipotizza che l'Homo floresiensis sia stato l'ultimo discendente dell'H. erectus, lasciando il Sundaland e arrivando via mare alla vicina isola di Flores, dove si estinse circa 50 000 anni fa.
Homo sapiens ha colonizzato la regione circa 60 000 anni fa. Con una cultura più avanzata, riuscirono in breve tempo a fare ciò che H. erectus non era riuscito a fare in oltre un milione di anni: navigare attraverso le numerose isole dell'Indonesia orientale, probabilmente su piccole zattere, e realizzare la prima colonizzazione umana del continente Sahul circa 50 000 anni fa (secondo le prove genetiche). Questi popoli sono quindi gli antenati degli odierni aborigeni australiani, dei papuani, dei melanesiani e anche dei gruppi etnici relitti chiamati negritos.
Alla fine dell'ultima era glaciale, circa 10 000 anni fa, i passi terrestri furono sommersi e le popolazioni aborigene rimasero in gran parte isolate. Le popolazioni austronesiane provenienti da Taiwan arrivarono circa 4000 anni fa e divennero la popolazione predominante della regione.

## Ecologia
Dal punto di vista biogeografico, il Sondaland è una sottoregione asiatica che fa parte di un'ecozona più ampia, la regione indomalese. Dato il suo passato geologico legato all'Asia continentale, condivide gran parte della fauna asiatica: elefanti, scimmie, tigri, tapiri e rinoceronti sono comuni.
Fanno parte di questa regione la penisola malese, Sumatra, il Borneo, Giava e altre isole circostanti come Bali, Mentawai, Anambas, Bangka, Riau e altri territori minori. A sua volta, il Sound ha una stretta relazione biogeografica con le Isole Filippine.
In botanica, tuttavia, si usa spesso una regione più ampia, chiamata Malesia, che comprende tutta l'Insulindia (incluse le Filippine), la Nuova Guinea e l'Arcipelago di Bismarck, come aree di influenza della vegetazione asiatica.
L'elevata piovosità favorisce la presenza di foreste sempreverdi a chioma chiusa in tutte le isole del Sundaland, che passano alla foresta decidua e alla savana con l'aumentare della latitudine. La foresta di pianura primaria rimanente (non disboscata) è nota per i ditterocarpi giganti e per gli oranghi; dopo il disboscamento, la struttura della foresta e la composizione della comunità cambiano per essere dominate da alberi e arbusti intolleranti all'ombra. I ditterocarpi si distinguono per gli eventi di fruttificazione degli alberi, in cui la fruttificazione degli alberi è sincronizzata a intervalli imprevedibili, con conseguente sazietà dei predatori. Le foreste a quote più elevate sono più corte e dominate da alberi della famiglia delle querce. I botanici spesso includono il Sundaland, le Filippine adiacenti, la Wallacea e la Nuova Guinea in un'unica provincia floristica della Malesia, sulla base delle somiglianze nella loro flora, che è prevalentemente di origine asiatica.
Durante l'ultimo periodo glaciale, il livello del mare era più basso e tutto il Sundaland era un'estensione del continente asiatico. Di conseguenza, le moderne isole del Sundaland ospitano molti mammiferi asiatici, tra cui elefanti, scimmie, tigri, tapiri e rinoceronti. L'inondazione del Sundaland ha separato specie che un tempo condividevano lo stesso ambiente. Un esempio è il filetto di fiume (Polydactylus macrophthalmus), che un tempo prosperava in un sistema fluviale oggi chiamato "Fiume della Sonda Settentrionale" o "Fiume Molengraaff". Questo pesce si trova ora nel fiume Kapuas sull'isola del Borneo e nei fiumi Musi e Batanghari a Sumatra. La pressione selettiva (che in alcuni casi ha portato all'estinzione) ha agito in modo diverso su ciascuna delle isole del Sundaland e, di conseguenza, su ogni isola si trova un diverso gruppo di mammiferi. Tuttavia, l'attuale assemblaggio di specie su ciascuna isola non è semplicemente un sottoinsieme di una fauna universale del Sundaland o dell'Asia, poiché le specie che abitavano il Sundaland prima delle inondazioni non avevano tutte un areale che comprendeva l'intera piattaforma di Sunda. L'area dell'isola e il numero di specie di mammiferi terrestri sono correlati positivamente, con le isole più grandi del Sundaland (Borneo e Sumatra) che presentano la maggiore diversità.

### Clima
Il clima perumido è esistito nel Sundaland fin dall'inizio del Miocene; sebbene vi siano prove di diversi periodi di condizioni più secche, un nucleo perumido è persistito nel Borneo. La presenza di barriere coralline fossili risalenti al tardo Miocene e all'inizio del Pliocene suggerisce che, con l'intensificarsi del monsone indiano, la stagionalità è aumentata in alcune porzioni del Sundaland durante queste epoche. Le prove palinologiche provenienti da Sumatra suggeriscono che le temperature erano più fredde durante il tardo Pleistocene; le temperature medie annuali nei siti ad alta quota potrebbero essere state più fredde di 5 °C rispetto a quelle attuali.
La maggior parte delle ricerche più recenti concorda sul fatto che le temperature superficiali del mare indo-pacifico erano al massimo di 2-3 °C più basse durante l'Ultimo Massimo Glaciale. La neve è stata trovata molto più bassa di quella attuale (circa 1.000 metri più in basso) e ci sono prove dell'esistenza di ghiacciai nel Borneo e a Sumatra circa 10.000 anni prima del presente. Tuttavia, il dibattito continua su come i regimi di precipitazione siano cambiati durante il Quaternario. Alcuni autori sostengono che le precipitazioni siano diminuite con l'area dell'oceano disponibile per l'evaporazione, quando il livello del mare si è abbassato con l'espansione della calotta glaciale. Altri sostengono che i cambiamenti nelle precipitazioni siano stati minimi e che l'aumento della superficie terrestre nella piattaforma di Sunda da solo (a causa dell'abbassamento del livello del mare) non sia sufficiente a diminuire le precipitazioni nella regione.
Una possibile spiegazione per la mancanza di accordo sui cambiamenti idrologici nel corso del Quaternario è che durante l'Ultimo Massimo Glaciale vi era una significativa eterogeneità climatica in tutta l'Indonesia. In alternativa, i processi fisici e chimici che sono alla base del metodo di deduzione delle precipitazioni dalle registrazioni di δ18O potrebbero aver funzionato diversamente in passato. Alcuni autori che lavorano principalmente con registrazioni polliniche hanno anche notato le difficoltà di utilizzare le registrazioni della vegetazione per rilevare i cambiamenti nei regimi di precipitazione in un ambiente così umido, poiché l'acqua non è un fattore limitante nell'assemblaggio delle comunità.